# ستيفن ر. كارب
ستيفن ر. كارب (بالإنجليزية: Steven R. Karp)‏ هو شخصية أعمال أمريكي، ولد في 1941.